# Simão Mate Junior
Simão Mate Junior (født 23. juni 1988) er en fodboldspiller fra Mozambique. Han har tidligere spillet for Mozambiques landshold.
Han har spillet for flere forskellige klubber i sin karriere, herunder Panathinaikos og Levante.
Han har spillet 42 landskampe for Mozambique.